# جعفرآباد (خمین)
جعفرآباد (خمین)، روستایی از توابع بخش مرکزی شهرستان خمین در استان مرکزی ایران است.

## جمعیت
این روستا در دهستان صالحان قرار دارد و براساس سرشماری مرکز آمار ایران در سال ۱۳۸۵، جمعیت آن ۱۹۹ نفر (۶۱خانوار) بوده‌است.

## موقعیت
روستا در موقعیت جغرافیایی ۳۳٫۶۹ عرض شمالی و ۵۰٫۱۸ طول شرقی واقع شده‌است. از غرب به روستای ورآباد (راه آسفالته)، از جنوب به روستای بهدشت (راه شوسه)، از شرق به روستای شهرمیزان (راه شوسه) و از شمال به شهابیه (گلدشت) (راه شوسه) متصل می‌شود. همچنین مسیر تردد به شهرستان خمین از مسیر ورآباد و به مسافت ۱۰ کیلومتر می‌باشد.

## معیشت
شغل اصلی مردم این روستا کشاورزی و دامداری می‌باشد. گندم، جو و پیاز عمده محصولات کشاورزی آن را تشکیل می‌دهد. روستا دارای سه چاه اب عمومی و دو چاه خصوصی می‌باشد. همچنین در گذشته از آب قنات و رودخانه کنار روستا نیز برای کشاورزی استفاده می‌شده‌است که هم‌اکنون هر دو خشک می‌باشند. آب چاه‌های عمومی نیز به علت خشکسالی و عدم تعمیق کافی در سال‌های اخیر بسیار کم شده‌است.

## خیریه همای سعادت
در سال ۱۳۹۰ خیریه همای سعادت روستای جعفرآباد توسط جمعی از جوانان تحصیل کرده روستا که در تهران و سایر شهرها ساکن هستند برای انجام امور خیر در روستا تأسیس و راه اندازی شد. بودجه مو سسه از طریق جمع‌آوری هدایا، حق عضویت اعضا، صدقات، قبول وصیت، وقف و در آمدهای حاصل از به کارگرفتن دارایی مؤسسه در فعالیت‌های مجاز بازر گانی، صنعتی، کشاورزی در چهار چوب اهداف مؤسسه و سایر کمک‌های دولتی و مردمی تا مین می‌شود و با طبع در موارد معیشتی مردم کم‌بضاعت، کمک به عمران و آبادانی و همچنین ارتقاء اشتغال و کشاورزی در روستا هزینه می‌شود.
- عمارت کشاورز صدر روستای جعفرآباد